# Kousa
Kousa är en ort i Egypten.   Den ligger i guvernementet Qena, i den centrala delen av landet, 500 km söder om huvudstaden Kairo. Kousa ligger 81 meter över havet och antalet invånare är 60 181.
Terrängen runt Kousa är platt. Runt Kousa är det mycket tätbefolkat, med 2 103 invånare per kvadratkilometer. Det finns inga andra samhällen i närheten. Trakten runt Kousa består till största delen av jordbruksmark.